# Чайний сервіз «Арлекін» та інші історії
«Чайний сервіз „Арлекін“ та інші історії» (англ. The Harlequin Tea Set and Other Stories) — збірка оповідань англійської письменниці Агати Крісті. Вперше опублікована у США видавництвом G. P. Putnam's Sons у 1997 році. Збірка містить дев'ять оповідань, кожне з яких включає в себе окремі таємниці.

## Оповідання
- «Край» (The Edge)
- «Акторка» (The Actress)
- «У той час, коли світло» (While the Light Lasts)
- «Будинок мрії» (The House of Dreams)
- «Самотній Бог» (The Lonely God)
- «Золото Манкса» (Manx Gold)
- «Біля стіни» (Within a Wall)
- «Таємниця іспанської скрині» (The Mystery of the Spanish Chest)
- «Чайний сервіз „Арлекін“» (The Harlequin Tea Set)